# Poliodestra viola
Poliodestra viola är en fjärilsart som beskrevs av Druce 1905. Poliodestra viola ingår i släktet Poliodestra och familjen nattflyn. Inga underarter finns listade i Catalogue of Life.